# Owl Records (Frankrijk)
Owl Records is een Frans platenlabel voor jazz-muziek. Het werd in 1975 opgericht door Jean-Jacques Pussiau en was actief tot circa 2007. Het label is verkocht aan Universal Music France.
Op het label is muziek uitgebracht van onder andere Dave Liebman, Aldo Romano, Paul Bley (met verschillende groepen), Beaver Harris, Michel Petrucciani (o.a. met Lee Konitz), Eric Watson, Steve Kuhn en Steve Grossman.